# Erszényesoroszlán-félék
Az erszényesoroszlán-félék (Thylacoleonidae) az erszényesek (Marsupialia) közé tartozó Diprotodontia rend egy fosszilis családja.
Az erszényesoroszlán-félék a mai Ausztrália területén éltek a késő oligocéntól a pleisztocén korig. Ragadozó életmódot folytattak, méretük a házi macskáétól a leopárdéig terjedt. Legismertebb képviselőjük az erszényesoroszlán (Thylacoleo carnifex).

## Rendszerezés
- †Priscileo
  - †Priscileo pitikantensis
  - †Priscileo roskellyae
- Wakaleoninae alcsalád
  - †Wakaleo
    - †Wakaleo alcootaensis
    - †Wakaleo oldfieldi
    - †Wakaleo vanderleueri
- Thylacoleoninae alcsalád
  - †Thylacoleo
    - †erszényesoroszlán (Thylacoleo carnifex)
    - †Thylacoleo crassidentatus
    - †Thylacoleo hilli